# Venus de Savignano
La Venus de Savignano és una estatueta italiana d'esteatita datada al Paleolític Superior. La venus de Savignano forma part del Museu Pigorini a Roma.

## Descobriment i context arqueològic
La venus de Savignano va ser descoberta en 1925 durant els treballs de construcció d'un edifici a la vila de Savignano sul Panaro, a la Província de Mòdena (Itàlia). Casualment va caure en mans de l'escultor Giuseppe Craziossi, pare del prestigiós especialista en art paleolític, Paolo Graziosi, que es va adonar, immediatament, del seu enorme interès, i la va comprar per donar-la al Museu Pigorini.
La figureta es trobava a un metre de profunditat, en  dipòsits al·luvials que no tenen context arqueològic. Per això, la seva datació ha estat objecte de dures controvèrsies: alguns la situen al Neolític, però la majoria es decanta per incloure-la al Paleolític Superior, prenent com a base les comparacions estilístiques amb altres venus conegudes. En concret amb les de Balzi Rossi. En efecte, aquesta escultura presenta importants similituds amb les venus de silueta losángica gravetians, les indústries han estat descobertes al voltant.

## Descripció
És una de les escultures més grans dins de l'elenc de venus paleolítiques: mesura 225 mil·límetres d'altura, 50 mil·límetres d'amplada i 65 mil·límetres de gruix, arribant a pesar més de mig quilo.
La superfície aquesta brunyida, però conserva restes del piquetejat de la talla. La part superior no té forma de cap, sinó que podria descriure com el cucurulla d'un penitent de Setmana Santa. En lloc de cara té una aresta vertical, com si el cap fos un prisma piramidal la base són els pits de la dona. Els braços són esbossos i recorden les d'altres venus, ja que, encara que no es veu clarament, semblen reposar sobre les mamelles, molt voluminoses i arrodonides. L'abdomen és estret, vist de front, però molt prominent vist de perfil. Està molt dreta, amb plecs adiposos en els  ronyons i amb natges voluminoses. No té peus, ja que la part inferior és molt afilada i punxeguda, com si fos simètrica de la part superior. Hi ha petites petjades en el vèrtex inferior que permeten suposar que va ser clavada a terra per sostenir-la en vertical.